# Дронго цейлонський
Дронго цейло́нський (Dicrurus lophorinus) — вид горобцеподібних птахів родини дронгових (Dicruridae).

## Поширення
Ендемік Шрі-Ланки. Поширений у центральних та південно-західних вологих регіонах острова. Середовище існування цих птахів представлене тропічним лісом як на рівнинах, так і в передгір'ях, з густим підліском.

## Опис
Птах завдовжки 31—34 см. Вага 70 г. Це птах з міцною і стрункою зовнішністю, великою округлою головою, конусоподібним і міцним дзьобом, досить довгим, широким і злегка зігнутим донизу, із зачепленим кінчиком, короткими ногами, довгими крилами та досить довгим роздвоєним хвостом з подовженими бічними перами. На лобі є пучок еректильного пір'я. Оперення глянцево-чорне зеленкувато-синюватого відтінку. Дзьоб і ноги чорнуватого кольору. Очі коричнево-червонуваті.

## Спосіб життя
Трапляється парами або поодинці. Харчується комахами, їхніми личинками та іншими безхребетними, які знаходяться на землі, в польоті або серед гілок та листя дерев та кущів. Також поїдає дрібних хребетних, зерно, ягоди, нектар. Моногамні птахи. Сезон розмноження триває з березня по травень. Обидва партнери співпрацюють у будівництві гнізда, висиджуванні яєць та батьківському піклуванні. Чашоподібне гніздо будує серед гілок дерев. У гнізді 2—4 яєць. Пташенята залишають гніздо приблизно на трьох тижнях життя, але самостійними стають лише через місяць.